# Affieux
Affieux település Franciaországban, Corrèze megyében. Lakosainak száma 376 fő (2022. január 1.). Affieux Le Lonzac, Madranges, Peyrissac, Soudaine-Lavinadière, Treignac és Veix községekkel határos.

## Népesség
A település népességének változása:
| Lakosok száma | 432  | 356  | 358  | 366  | 371  | 369  | 359  | 359  | 357  | 376  |
|               | 1968 | 1982 | 1990 | 2006 | 2013 | 2015 | 2017 | 2019 | 2020 | 2022 |